# 賈必選
賈必選（16世紀—17世紀），字徙南，應天府上元縣人，明朝、南明政治人物。

## 生平
賈必選是萬曆三十七年（1609年）己酉科應天鄉試舉人，歷任戶部主事、員外郎，管理西新倉；當時張彝憲總理二部，他斥責張彝憲接受賄賂，彝憲隨即收斂。倪嘉慶因為豆案入獄，賈必選為其申冤，遭貶謫為九江經歷，轉官桂林推官、南京虞衡郎中。弘光年間仍在虞衡司，後來他杜門講學，八十七歲時去世。

## 引用
1. 1 2  錢海岳《南明史·卷三十·列傳第六》：（賈）必選，字徙南，上元人。萬曆三十七年舉於鄉。歷戶部主事、員外郎，管西新倉。時張彝憲總理二部，斥陋規不染，彝憲為斂跡。
2. ↑  錢海岳《南明史·卷三十·列傳第六》：（弘光）時工部先後司官可紀者，為徐葆初、朱日爃、賈必選……倪嘉慶以屯豆事下獄，辨其冤，謫九江經歷，遷桂林推官、南京虞衡郎中。杜門講學，卒年八十七。